# Francesca D'Aloja
 (juillet 2018).
Si vous disposez d'ouvrages ou d'articles de référence ou si vous connaissez des sites web de qualité traitant du thème abordé ici, merci de compléter l'article en donnant les références utiles à sa vérifiabilité et en les liant à la section « Notes et références ».
Francesca D'Aloja, née le 21 avril 1963 à Rome en Italie, est une actrice, réalisatrice de documentaires et  romancière italienne.

## Biographie
Francesca D'Aloja naît à Rome en 1963. Elle fréquente le lycée Chateaubriand avant de commencer une carrière d'actrice au théâtre, puis au cinéma. Après quelques rôles de figurations dans les années 1980, elle traverse les années 1990 et 2000 en alternant entre rôles principaux et rôles secondaires au cinéma.
En 1991, elle est notamment à l'affiche de la comédie Quando eravamo repressi de Pino Quartullo, aux côtés de Quartullo, Alessandro Gassmann et Lucrezia Lante della Rovere. En 1997, elle donne à nouveau la réplique à Gassmann dans le drame Hammam, le bain turc (Il bagno turco) de Ferzan Özpetek. Pour ce rôle, celui d'une femme qui perd son mari après que celui-ci se soit découvert un nouvel amour avec un homme en Turquie, elle obtient une nomination au Globe d'or de la meilleure actrice la même année. En 1998, elle est installée à la table cinq dans la comédie Le Dîner (La cena) d'Ettore Scola. En 2000, elle est à l'affiche du drame Scarlet Diva d'Asia Argento. L'année suivante, elle donne la réplique à Iaia Forte et à l'actrice espagnole Silke (es) dans la comédie Tre mogli de Marco Risi
En 2006, elle publie son premier roman, Il sogno cattivo.
Depuis 1997, elle réalise également des documentaires.

## Filmographie

### Comme actrice
- 1984 : Amarsi un po' de Carlo Vanzina
- 1985 : Liberté, égalité, choucroute de Jean Yanne
- 1988 : Appartement zéro de Martin Donovan
- 1990 : Stasera a casa di Alice de Carlo Verdone
- 1991 : Quando eravamo repressi de Pino Quartullo
- 1991 : In camera mia de Luciano Martino
- 1991 : Per quel viaggio in Sicilia de Egidio Termine (it)
- 1992 : Agosto de Massimo Spano (it)
- 1992 : Infelici e contenti de Neri Parenti
- 1992 : Bonus Malus de Vito Zagarrio
- 1993 : L'Escorte (La scorta) de Ricky Tognazzi
- 1997 : Hammam, le bain turc (Il bagno turco) de Ferzan Özpetek
- 1997 : L'ultimo capodanno de Marco Risi
- 1998 : L'odore della notte de Claudio Caligari
- 1998 : Le Dîner (La cena) d'Ettore Scola
- 2000 : Scarlet Diva d'Asia Argento
- 2000 : Bell'amico de Luca D'Ascanio (de)
- 2001 : Tre mogli de Marco Risi
- 2003 : Poco più di un anno fa de Marco Filiberti (it)
- 2007 : All'amore assente d'Andrea Adriatico (it)
- 2013 : L'ultima ruota del carro de Giovanni Veronesi

### Comme réalisatrice
- 1997 : Piccoli ergastoli (avec Pablo Echaurren)
- 1999 : Sol y sombra, tori e toreri
- 2001 : Break on through
- 2004 : 100 Ragazzi (avec Marco Risi)

## Publications

### Romans
- Il sogno cattivo (2006)
- Anima viva (2015)
- Cuore, sopporta (2018)
- Otto giorni in Niger (avec Edoardo Albinati, 2018)

## Distinctions
- Nomination au Globe d'or de la meilleure actrice en 1997 pour Hammam, le bain turc (Il bagno turco).